# Zámecký mlýn (Lužany)
Zámecký mlýn v Lužanech v okrese Plzeň-jih je vodní mlýn, který stojí jižně od zámku na řece Úhlavě. Spolu s areálem zámku je chráněn jako nemovitá kulturní památka České republiky.

## Historie
Mlýn je uváděn roku 1753 jako panský mlýn o 3 kolech a 3 stoupách. Roku 1910 jej od mlynáře Josefa Hrušky koupilo rolnické družstvo, které mlýn přestavělo a modernizovalo. V roce 1918 byla zrušena jednolistová pila a v roce 1926 byl mlýn vybaven novými stroji a stavebně upraven. Je zaznamenám spor, který vedl s velkostatkem o protržení břehu nad oběma jezy. K roku 1930 je uváděn mlýn, pila a elektrárna ve vlastnictví Rolnického družstva.
V roce 1951 byl Rolnický mlýn v Lužanech podle rozhodnutí ONV a proti vůli MNV v národní správě dnem 1. června zastaven a poté sloužil jako šrotovna. Likvidace byla provedena do 15. června a všechno obilí bylo předáno do mlýnů Borovy, Švihov a Přeštice; některé nové a dosud nenamontované mlýnské stroje byly převezeny do různých mlýnů.

## Popis
Mlýnice a dům jsou pod jednou střechou, ale dispozičně oddělené. Budova je zděná, jednopatrová, původně krytá šindelem.
Voda na vodní kolo a později na turbínový domek vedla náhonem od jezu přes stavidlo. Původní mlýn byl na dvě složení, takzvané samomletí. K roku 1930 je uváděna jedna Francisova turbína (hltnost 2,5 m³/s, spád 2 m, výkon 50,7 HP; dochovaná). U mlýna pracuje Malá vodní elektrárna (1 turbína Francis, výkon 30 kW). Vodní kolo na vrchní vodu zaniklo.